# Boudouaou
Boudouaou (în arabă بودواو) este o comună din provincia Boumerdès, Algeria.
Populația comunei este de 71.238 locuitori (2008).